# The Platinum Collection 2 (Nomadi)
The Platinum Collection 2 è un triplo album dei Nomadi, in cui sono raccolte le canzoni incise dal gruppo nel periodo 1967-1978 non presenti sul precedente triplo volume.
Si tratta di brani mai apparsi come singoli su 45 giri, tratti dagli album Per quando noi non ci saremo (1967), I Nomadi (1968), Un giorno insieme (1973), I Nomadi interpretano Guccini (1974), Gordon (1975) Noi ci saremo (1977) e Naracauli e altre storie (1978). A completare la raccolta, sono presenti tre brani mai pubblicati in precedenza su CD o LP: da Senza discutere, uscito nel 1975 esclusivamente in cassetta Stereo8, sono state infatti recuperate le canzoni Ricordi, Il sapore della vita e Sulla strada, versione alternativa di Ritornerei, brano già presente nell'album Gordon.

## Tracce
- Cd 1 (dal 1967 al 1973)

1. Quattro lire e noi - 1:57
2. Insieme io e lei - 2:36
3. Icaro - 4:11
4. Ti voglio - 2:48
5. Canto d'amore - 2:33
6. Noi - 1:53
7. Il gigante - 4:35
8. Giorno d'estate - 3:21
9. Ma piano (per non svegliarmi) - 2:33
10. Tornerò - 3:41
11. Abbi cura di te - 4:48
12. È giorno ancora - 1:53
13. Domani - 3:36
14. Il disgelo - 2:16
15. Ophelia - 3:14
16. Stagioni (Seasons) - 4.49
17. Un po' di me - 4:26
18. Monna Cristina - 2:43
19. Baradukà - 1:58
20. Per quando noi non ci saremo - 1:37

- Cd 2 (dal 1974 al 1975)

1. Canzone della bambina portoghese - 6:47
2. Ritornerei - 3:24
3. Il vecchio e il bambino - 5:32
4. Il destino - 4:30
5. Asia - 7:21
6. E vorrei che fosse - 3:54
7. Piccola città - 7:05
8. Fatti miei - 3:00
9. L'isola non trovata - 5:53
10. Come mai - 3:26
11. La collina - 4:57
12. Ricordi - 2:36 [mai pubblicata prima su CD]
13. Il sapore della vita - 3:38 [mai pubblicata prima su CD]
14. Sulla strada - 3:24 [mai pubblicata prima su CD]

- Cd 3 (dal 1976 al 1978)

1. Riverisco (parte 1: La foresta) - 1:43
2. La città - 3:42
3. Joe Mitraglia - 7:13
4. Balla Piero (La ballata) - 2:49
5. Rebecca (un gioco di società) - 5:33
6. La devianza - 3:00
7. La mia canzone per gli amici - 4:32
8. Il paese (Il valore) - 3:55
9. La morale - 2:29
10. Luisa - 5:41
11. Riverisco (parte 2: L'albero) - 1:44
12. I miei anni (Il rilancio) - 3:39
13. Vorrei parlare (La realtà) - 3:59
14. Non credevi - 3:53
15. Il fiore nero - 2:56
16. Naracauli - 4:11
17. La voglia di posare (La crisi) - 3:02
18. La storia - 3:55

## Formazioni
- Augusto Daolio: voce
- Beppe Carletti: tastiere
- Gianni Coron: basso (fino al 1970)
- Umberto Maggi: basso (dal 1970)
- Franco Midili: chitarre (fino al 1973)
- Chris Dennis: chitarre e violino (dal 1974)
- Bila Copellini: batteria (fino al 1969)
- Paolo Lancellotti: batteria (dal 1969)

## Classifiche
| Classifica | Posizione |
| ---------- | --------- |
| Italia     | 19        |